# Tetramorium nube
Tetramorium nube är en myrart som beskrevs av Weber 1943. Tetramorium nube ingår i släktet Tetramorium och familjen myror. Inga underarter finns listade i Catalogue of Life.